# Radobić
Radobić (srbsky Радобић) je vesnice v centrální části Srbska, administrativně spadající pod opštinu Mionica. Vesnice leží nedaleko samotné Mionice, severně od ní. Jedná se o sídlo, které je rozprostřené v rozlehlé krajině bez jediného jasného centra a tvořené několika menšími jednotkami. Protéká tudy říčka Lepenica. Okolní krajina je rovinatá a zemědělsky intenzivně využívaná.
Z národnostního hlediska je obyvatelstvo v drtivé většině srbské národnosti (přes 90 %). Počet obyvatel vesnice se pohybuje dlouhodobě v nižších stovkách, roku 2011 zde žilo 297 osob. Ještě v roce 1948 zde žilo ale skoro pět set lidí.
Obcí prochází silnice z Mionice do vesnice Divci nedaleko Valjeva. 